# Taste (Sabrina Carpenter)
Taste è un singolo della cantante statunitense Sabrina Carpenter, pubblicato il 23 agosto 2024 come terzo estratto dal sesto album in studio Short n' Sweet.

## Descrizione
Taste è un brano pop rock e slacker rock composto in chiave di Mi bemolle maggiore con un tempo di 113 battiti per minuto. È stato scritto dalla stessa cantante in collaborazione con Julia Michaels, Amy Allen, John Ryan e Ian Kirkpatrick, ed è stato prodotto da Ryan e Kirkpatrick insieme a Julian Bunetta.
Infuso di sonorità disco in stile anni 80, Taste è la traccia apripista dell'album in cui Carpenter affronta con ironia e audacia i temi della gelosia e della vendetta nei confronti del suo ex fidanzato. La canzone sottolinea che, anche se lui ha iniziato una nuova relazione, rimarrà sempre tormentato dal ricordo del "gusto" della cantante sulle sue labbra, e che quindi la nuova partner non potrà mai evitare il confronto con il suo passato.
Alcune pubblicazioni riportano che i fan hanno ipotizzato che il brano si riferisca a Shawn Mendes, suggerendo inoltre che possa trattare del triangolo amoroso, avvenuto durante il 2023, tra lei, Mendes e Camila Cabello.

## Video musicale
Il video, diretto da Dave Meyers, è stato pubblicato in concomitanza con l'uscita del singolo sul canale YouTube della cantante. Il videoclip  è ispirato al film del 1992 La morte ti fa bella e vede litigare Carpenter e Jenna Ortega per un uomo, Rohan Campbell. Inoltre, le sequenze di violenza e le scelte dei costumi fanno espliciti riferimenti a Psyco (1960), La famiglia Addams 2 (1993), Licantropia Evolution (2000) e Kill Bill: Volume 1 (2003).

## Tracce
Testi e musiche di Sabrina Carpenter, Julia Michaels, Amy Allen, John Ryan, Julian Bunetta, Ian Kirkpatrick.
1. Taste – 2:37

## Classifiche

### Classifiche settimanali
| Classifica (2024-25) | Posizione massima |
| -------------------- | ----------------- |
| Argentina            | 70                |
| Australia            | 1                 |
| Austria              | 14                |
| Belgio (Fiandre)     | 4                 |
| Belgio (Vallonia)    | 14                |
| Bielorussia          | 40                |
| Brasile              | 31                |
| Canada               | 4                 |
| Croazia              | 20                |
| Danimarca            | 11                |
| Emirati Arabi Uniti  | 6                 |
| Estonia              | 2                 |
| Filippine            | 7                 |
| Finlandia            | 21                |
| Francia              | 58                |
| Germania             | 24                |
| Grecia               | 7                 |
| Hong Kong            | 19                |
| India                | 20                |
| Irlanda              | 1                 |
| Islanda              | 5                 |
| Israele              | 39                |
| Kazakistan           | 15                |
| Italia               | 87                |
| Kazakistan           | 17                |
| Lettonia             | 12                |
| Libano               | 5                 |
| Lituania             | 22                |
| Lussemburgo          | 15                |
| Medio Oriente        | 14                |
| Moldavia             | 101               |
| Norvegia             | 2                 |
| Nuova Zelanda        | 2                 |
| Paesi Bassi          | 6                 |
| Panama               | 30                |
| Polonia              | 23                |
| Portogallo           | 6                 |
| Regno Unito          | 1                 |
| Repubblica Ceca      | 15                |
| Russia               | 7                 |
| Singapore            | 4                 |
| Slovacchia           | 17                |
| Spagna               | 38                |
| Stati Uniti          | 2                 |
| Sudafrica            | 8                 |
| Svezia               | 9                 |
| Svizzera             | 28                |
| Ucraina              | 43                |
| Ungheria             | 34                |

### Classifiche di fine anno
| Classifica (2024) | Posizione |
| ----------------- | --------- |
| Australia         | 28        |
| Canada            | 66        |
| Estonia           | 51        |
| Filippine         | 69        |
| Nuova Zelanda     | 42        |
| Paesi Bassi       | 69        |
| Portogallo        | 129       |
| Regno Unito       | 21        |
| Russia            | 84        |
| Stati Uniti       | 86        |